# أحمد عبد الله (إعلامي قطري)
أحمد عبد الله  (22 مارس -)، إعلامي قطري.

## نبذه عن احمد عبد الله
احمد عبد الله من عائلة فنية فوالده هو الفنان البحريني عبد الله احمد، منتج وممثل ومغني له العديد من الأعمال في الساحة الخليجية والعربية، تخرج من جامعة ليدز عام 2012 قسم أدارة الأعمال شغل عددا من المناصب في الإعلام القطري وتولّى كثيرا من المهام الفنية والإدارية له الكثير من الأعمال المسرحية والتلفزيونية ة الإذاعية والموسيقية، مؤسس شركة مارك اوت للإنتاج الفني.

## أعماله الموسيقية
- البوم غمضة عام 2000
- البوم على وين؟ عام 2002[1]
- البوم مر حلو عام 2008[2]
- مقدمة ونهاية مسلسل درب الخطايا عام 2001
- مقدمة ونهاية مسلسل عذاري عام 2005

## أعماله التلفزيونية
- صار وش كان عام 1994
- عيال الذيب عام 2000
- بعد الشتات عام 2004[3]
- عذاري عام 2005[4]

## أعماله المسرحية
- كوت وتوت 1994
- هالو غالف 1995
- طيب في الغابة 1996
- الجثة المطوقة 1999
- عبود في سكول 2003
- أوبريت بر وبحر 2007[5]
- وطن 2013
- أم حمار 2015[6]

## أعمال اشرف على اعدادها وإنتاجها
- 2008: مشروع معلق – الجزيرة الرياضية[7]
- 2008 : الليوان – تلفزيون قطر
- 2009: مساء الخليج، الصباح الرياضي – الجزيرة الرياضية
- 2014: الهوية – تلفزيون قطر